# 2.ª etapa do Giro d'Italia de 2018
A 2.ª etapa do Giro d'Italia de 2018 teve lugar a 5 de maio de 2018 entre Haifa e Tel Aviv sobre um percurso de 167 km e foi vencida ao sprint pelo ciclista italiano Elia Viviani da equipa Quick-Step Floorsenquanto a Maglia Rosa passa ao ciclista australiano Rohan Dennis graças aos três segundos de bonificação obtidos no sprint intermediário de Cesareia.

## Classificação da etapa
| \| Classificação por etapas \| Classificação por etapas \| Classificação por etapas \| Classificação por etapas \| Classificação por etapas \| \| Ciclista \| Ciclista \| Equipe \| Tempo \| \| \| ------------------------ \| ------------------------ \| ----------------------------- \| ------------------------ \| ------------------------ \| \| 1. \| Elia Viviani \| Quick-Step Floors \| 3h51m20s \| \| \| 2. \| Jakub Mareczko \| Wilier Triestina-Selle Italia \| + 0s \| \| \| 3. \| Sam Bennett \| Bora-Hansgrohe \| + 0s \| \| \| 4. \| Niccolò Bonifazio \| Bahrain-Merida \| + 0s \| \| \| 5. \| Sacha Modolo \| EF Education First-Drapac \| + 0s \| \| \| 6. \| Clément Venturini \| AG2R La Mondiale \| + 0s \| \| \| 7. \| Ryan Gibbons \| Dimension Data \| + 0s \| \| \| 8. \| Manuel Belletti \| Androni Giocattoli-Sidermec \| + 0s \| \| \| 9. \| Baptiste Planckaert \| Katusha-Alpecin \| + 0s \| \| \| 10. \| Jean-Pierre Drucker \| BMC Racing Team \| + 0s \| \| |                     |                               |          |
| |                     |                               |          |
| Fonte: ProCyclingStats |                     |                               |          |
| Classificação por etapas |                     |                               |          |
| Ciclista | Ciclista            | Equipe                        | Tempo    |
| 1. | Elia Viviani        | Quick-Step Floors             | 3h51m20s |
| 2. | Jakub Mareczko      | Wilier Triestina-Selle Italia | + 0s     |
| 3. | Sam Bennett         | Bora-Hansgrohe                | + 0s     |
| 4. | Niccolò Bonifazio   | Bahrain-Merida                | + 0s     |
| 5. | Sacha Modolo        | EF Education First-Drapac     | + 0s     |
| 6. | Clément Venturini   | AG2R La Mondiale              | + 0s     |
| 7. | Ryan Gibbons        | Dimension Data                | + 0s     |
| 8. | Manuel Belletti     | Androni Giocattoli-Sidermec   | + 0s     |
| 9. | Baptiste Planckaert | Katusha-Alpecin               | + 0s     |
| 10. | Jean-Pierre Drucker | BMC Racing Team               | + 0s     |

## Classificações ao final da etapa

### Classificação geral
| \| Classificação geral \| Classificação geral \| Classificação geral \| Classificação geral \| Classificação geral \| \| Ciclista \| Ciclista \| Equipe \| Tempo \| \| \| ------------------- \| --------------------- \| ------------------- \| ------------------- \| ------------------- \| \| 1. \| Rohan Dennis \| BMC Racing Team \| 4h03m21s \| \| \| 2. \| Tom Dumoulin \| Team Sunweb \| + 1s \| \| \| 3. \| Victor Campenaerts \| Lotto-Soudal \| + 3s \| \| \| 4. \| José Gonçalves \| Katusha-Alpecin \| + 13s \| \| \| 5. \| Alex Dowsett \| Katusha-Alpecin \| + 17s \| \| \| 6. \| Pello Bilbao \| Astana \| + 19s \| \| \| 7. \| Simon Yates \| Mitchelton-Scott \| + 21s \| \| \| 8. \| Maximilian Schachmann \| Quick-Step Floors \| + 22s \| \| \| 9. \| Tony Martin \| Katusha-Alpecin \| + 28s \| \| \| 10. \| Domenico Pozzovivo \| Bahrain-Merida \| + 28s \| \| |                       |                   |          |
| |                       |                   |          |
| Fonte: ProCyclingStats |                       |                   |          |
| Classificação geral |                       |                   |          |
| Ciclista | Ciclista              | Equipe            | Tempo    |
| 1. | Rohan Dennis          | BMC Racing Team   | 4h03m21s |
| 2. | Tom Dumoulin          | Team Sunweb       | + 1s     |
| 3. | Victor Campenaerts    | Lotto-Soudal      | + 3s     |
| 4. | José Gonçalves        | Katusha-Alpecin   | + 13s    |
| 5. | Alex Dowsett          | Katusha-Alpecin   | + 17s    |
| 6. | Pello Bilbao          | Astana            | + 19s    |
| 7. | Simon Yates           | Mitchelton-Scott  | + 21s    |
| 8. | Maximilian Schachmann | Quick-Step Floors | + 22s    |
| 9. | Tony Martin           | Katusha-Alpecin   | + 28s    |
| 10. | Domenico Pozzovivo    | Bahrain-Merida    | + 28s    |

### Classificação por pontos
| Classificação por pontos | Classificação por pontos | Classificação por pontos      | Classificação por pontos | Classificação por pontos |
| Ciclista                 | Ciclista                 | Equipe                        | Pontos                   |                          |
| ------------------------ | ------------------------ | ----------------------------- | ------------------------ | ------------------------ |
| 1.                       | Elia Viviani             | Quick-Step Floors             | 68 pts                   |                          |
| 2.                       | Jakub Mareczko           | Wilier Triestina-Selle Italia | 35 pts                   |                          |
| 3.                       | Rohan Dennis             | BMC Racing Team               | 32 pts                   |                          |
| 4.                       | Sam Bennett              | Bora-Hansgrohe                | 25 pts                   |                          |
| 5.                       | Davide Ballerini         | Androni Giocattoli-Sidermec   | 20 pts                   |                          |
| 6.                       | Niccolò Bonifazio        | Bahrain-Merida                | 18 pts                   |                          |
| 7.                       | Tom Dumoulin             | Team Sunweb                   | 15 pts                   |                          |
| 8.                       | Sacha Modolo             | EF Education First-Drapac     | 14 pts                   |                          |
| 9.                       | Victor Campenaerts       | Lotto-Soudal                  | 13 pts                   |                          |
| 10.                      | Lars Bak                 | Lotto-Soudal                  | 12 pts                   |                          |

### Classificação da montanha
| Classificação da montanha | Classificação da montanha | Classificação da montanha   | Classificação da montanha | Classificação da montanha |
| Ciclista                  | Ciclista                  | Equipe                      | Pontos                    |                           |
| ------------------------- | ------------------------- | --------------------------- | ------------------------- | ------------------------- |
| 1.                        | Enrico Barbin             | Bardiani CSF                | 3 pts                     |                           |
| 2.                        | Guillaume Boivin          | Israel Cycling Academy      | 2 pts                     |                           |
| 3.                        | Davide Ballerini          | Androni Giocattoli-Sidermec | 1 pt                      |                           |

### Classificação dos jovens
| Classificação dos jovens | Classificação dos jovens | Classificação dos jovens    | Classificação dos jovens | Classificação dos jovens |
| Ciclista                 | Ciclista                 | Equipe                      | Tempo                    |                          |
| ------------------------ | ------------------------ | --------------------------- | ------------------------ | ------------------------ |
| 1.                       | Maximilian Schachmann    | Quick-Step Floors           | 4h03m43s                 |                          |
| 2.                       | Valerio Conti            | UAE Team Emirates           | + 8s                     |                          |
| 3.                       | Mads Würtz               | Katusha-Alpecin             | + 9s                     |                          |
| 4.                       | Felix Großschartner      | Bora-Hansgrohe              | + 10s                    |                          |
| 5.                       | Rémi Cavagna             | Quick-Step Floors           | + 14s                    |                          |
| 6.                       | Sam Oomen                | Team Sunweb                 | + 21s                    |                          |
| 7.                       | Louis Vervaeke           | Team Sunweb                 | + 27s                    |                          |
| 8.                       | Ben O'Connor             | Dimension Data              | + 28s                    |                          |
| 9.                       | Fausto Masnada           | Androni Giocattoli-Sidermec | + 30s                    |                          |
| 10.                      | Nico Denz                | AG2R La Mondiale            | + 31s                    |                          |

### Classificações por equipas

#### Classificação por tempo
| Classificação por equipes | Classificação por equipes | Classificação por equipes | Classificação por equipes |
| Equipe                    | Equipe                    | Tempo                     |                           |
| ------------------------- | ------------------------- | ------------------------- | ------------------------- |
| 1.                        | Katusha-Alpecin           | 12h11m01s                 |                           |
| 2.                        | Team Sunweb               | + 33s                     |                           |
| 3.                        | Lotto Soudal              | + 39s                     |                           |
| 4.                        | BMC Racing Team           | + 41s                     |                           |
| 5.                        | Bora-Hansgrohe            | + 50s                     |                           |
| 6.                        | Astana                    | + 50s                     |                           |
| 7.                        | Movistar Team             | + 51s                     |                           |
| 8.                        | Quick-Step Floors         | + 52s                     |                           |
| 9.                        | UAE Team Emirates         | + 56s                     |                           |
| 10.                       | Mitchelton-Scott          | + 1m06s                   |                           |

#### Classificação por pontos
| Classificação por equipes | Classificação por equipes | Classificação por equipes | Classificação por equipes |
| Equipe                    | Equipe                    | Pontos                    |                           |
| ------------------------- | ------------------------- | ------------------------- | ------------------------- |

## Abandonos
Nenhum.